# Joke van Leeuwen

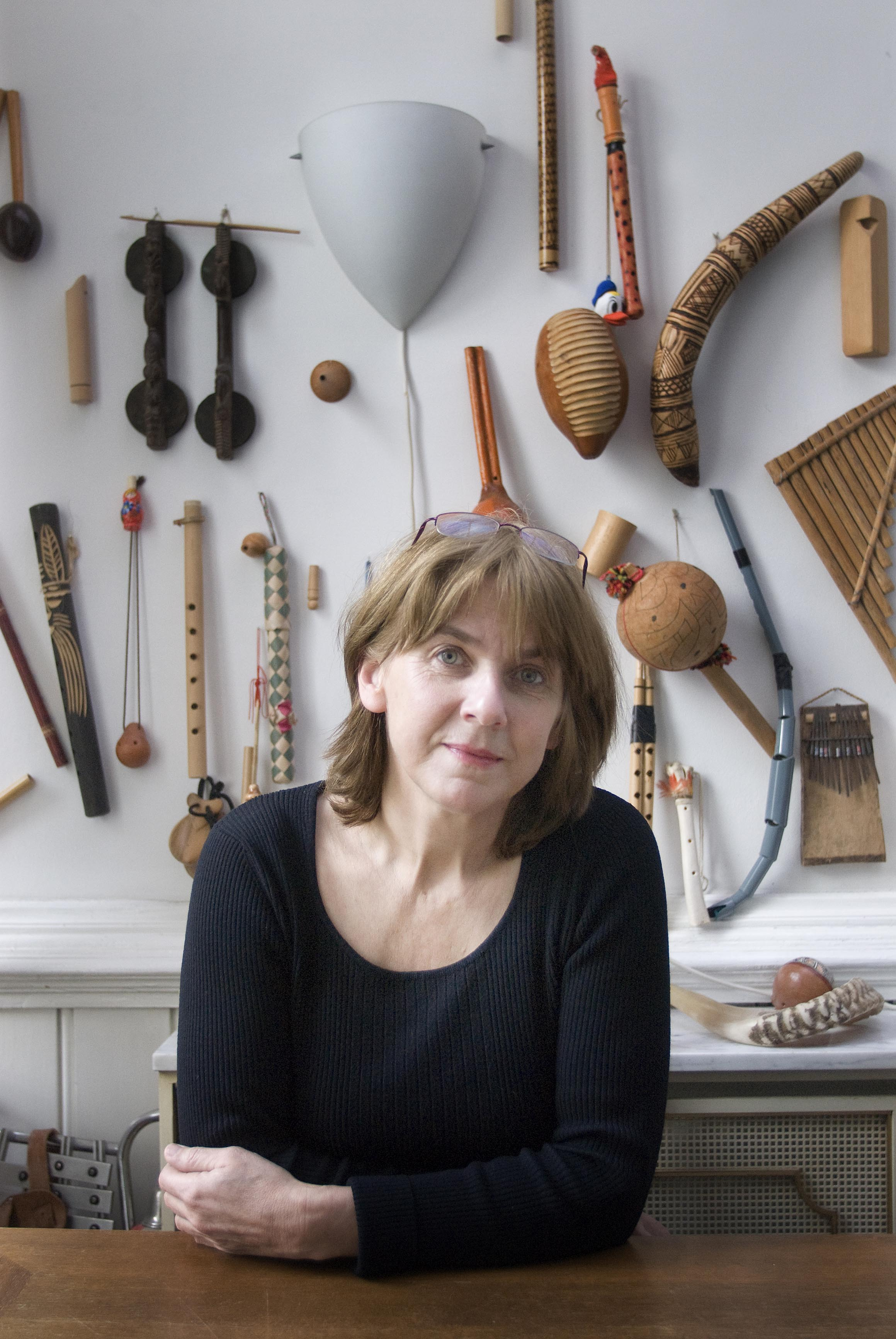
Joke van Leeuwen in ihrem Haus in Antwerpen, Januar 2008

Joke van Leeuwen (* 24. September 1952 in Den Haag), eigentlich Johanna Rutgera van Leeuwen, ist eine niederländische Autorin, Illustratorin und Kabarettistin. Sie gilt als eine der bedeutendsten niederländischen Autoren der Gegenwart und wurde national wie international mit verschiedenen Preisen ausgezeichnet, unter anderem 1988 mit dem Deutschen Jugendliteraturpreis und 2013 mit dem James Krüss Preis für internationale Kinder- und Jugendliteratur.

## Leben und Werk
Van Leeuwen wurde in Den Haag geboren, studierte in Brüssel und Antwerpen Geschichte, Kunst und Grafik. Als Gewinnerin des angesehenen Delfter Kabarettfestivals präsentierte sie nach dem Studium ihre eigenen Kabarettprogramme. Mit De Appelmoesstraat is anders (1978) gab van Leeuwen ihr Debüt als Autorin und hat bis heute rund 60 Bücher verfasst – sowohl für Erwachsene, als auch für Jugendliche und Kinder. Für viele ihrer Bücher fertigt sie auch die Illustrationen an. In den Niederlanden kommen van Leeuwens Bücher vor allem bei den Verlagen Querido und Zwijsen heraus.
Im deutschsprachigen Raum sind 13 ihrer Bücher in Übersetzung erschienen: Ein Haus mit sieben Zimmern (1983), Magnus fährt U-Bahn (1985), Deesje macht das schon (1988), Die Geschichte von Bobbel, die in einem Wohnrad lebte und reich werden wollte (1989), Ist es nicht laut, dann ist es (1990), Viegelchen will fliegen (1999), Prinz Bussel (2002), Weißnich (2005), Jahre ohne Amrar (2006), Rissi – Das Kind, das alles wusste (2006), Hast du meine Schwester gesehn? (2008), Augenblick mal – Was wir sehen, wenn wir sehen, und warum (2012) und Als mein Vater ein Busch wurde und ich meinen Namen verlor (2012). Ihre Bücher wurden von Hanni Ehlers, Birgit Göckritz, Andrea Kluitmann, Helmut Mennicken, Mirjam Pressler und Marie-Thérèse Schins-Machleidt ins Deutsche übersetzt, wobei Hanni Ehlers mit sechs übersetzten Büchern ihre Stammübersetzerin ist. In Deutschland sind van Leeuwens Bücher bei Beltz & Gelberg, Gerstenberg Verlag, Hanser, Herold und Sauerländer erschienen. In den letzten Jahren brachte vor allem der Gerstenberg Verlag ihre Bücher in Deutschland heraus.
Mit Viegelchen will fliegen (1999), Prinz Bussel (2002), Rissi – Das Kind, das alles wusste (2006), Augenblick mal – Was wir sehen, wenn wir sehen, und warum (2012) und Als mein Vater ein Busch wurde und ich meinen Namen verlor (2012) sind derzeit nur fünf ihrer Bücher erwerbbar, alle anderen sind vergriffen. Van Leeuwens literarisches Werk wurde ins insgesamt 14 Sprachen übersetzt (Deutsch, Englisch, Französisch, Spanisch, Katalanisch, Italienisch, Slowenisch, Russisch, Dänisch, Schwedisch, Japanisch, Hebräisch, Georgisch, Türkisch).

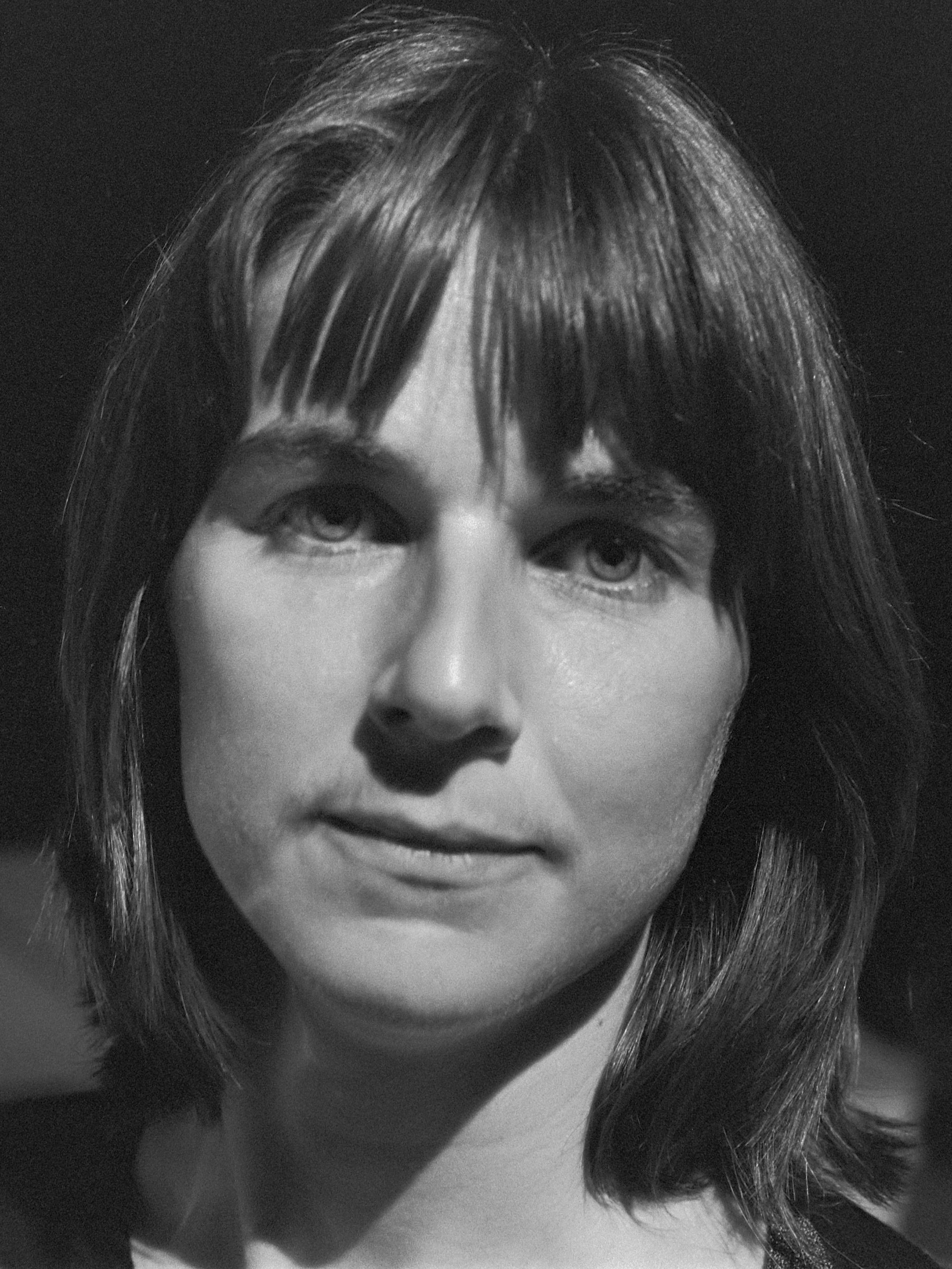
Joke van Leeuwen (1986)

Van Leeuwen wurde für ihr literarisches Schaffen vielfach ausgezeichnet. Ihr in Deutschland vermutlich bekanntestes Buch, Deesje macht das schon, erhielt 1988 den Deutschen Jugendliteraturpreis in der Kategorie Kinderbuch. Charakteristisch ist hier wie auch in anderen ihrer Bücher ihr experimenteller Umgang mit Sprache, Typographie und Illustration. Nominierungen für den Deutschen Jugendliteraturpreis erhielt van Leeuwen 1986 für Magnus fährt U-Bahn, 2000 für Viegelchen will fliegen, 2006 für Weißnich und 2013 für Als mein Vater ein Busch wurde und ich meinen Namen verlor. Im Jahr 2000 bekam sie den mit 60.000 Euro dotierten Theo Thijssenprijs. 2002 wurde sie für den Hans Christian Andersen Award nominiert. Van Leeuwen erhielt außerdem zehn Mal einen Zilveren Griffel (1980, 1982, 1989, 1993, 1996, 1997, 1999, 2005, 2007, 2009) sowie einen Gouden Griffel (1986). 2013 erhielt sie den erstmals ausgeschriebenen James-Krüss-Preis für Internationale Kinder- und Jugendliteratur.
Ihr Buch Viegelchen will fliegen wurde 2010 in den Niederlanden unter der Regie von Rita Horst mit einem Budget von vier Millionen Euro unter dem Titel Iep! (internationaler Titel: Eep!) verfilmt. Im März 2013 stellte sie ihre Bücher Augenblick mal – Was wir sehen, wenn wir sehen, und warum und Als mein Vater ein Busch wurde und ich meinen Namen verlor auf der Lit.Cologne vor, im September 2013 die gleichen Bücher im Kinder- und Jugendprogramm des 13. Internationalen Literaturfestivals Berlin. Im Rahmen dessen war sie auch Jurymitglied der Auszeichnung Das außergewöhnliche Buch.
Seit Januar 2014 ist van Leeuwen Präsidentin des PEN in Flandern. Neben ihrer Tätigkeit als Autorin arbeitet van Leeuwen fürs Fernsehen und schreibt Theaterstücke. Sie lebt seit 2002 in Antwerpen.

## Literarische Bedeutung
Für Monika Osberghaus stellt sich van Leeuwens literarisches Schaffen wie folgt dar:

„Die niederländische Kinderbuchautorin und -zeichnerin Joke van Leeuwen schreibt nicht jedes Jahr ein neues Buch; es liegt immer eine so lange Zeit dazwischen, daß man erleichtert ist, wenn wieder etwas Neues kommt. Und jedesmal ist es wirklich etwas ganz Neues und zugleich eine Wiederbegegnung. Joke van Leeuwen macht es mit ihrem Gesamtwerk so wie mit jedem einzelnen Buch, das sie herausbringt: Sie erzählt eine immergleiche Geschichte auf so viele verschiedene Arten und Weisen, daß man am Ende zwar nicht genau weiß, welche nun die eigentliche Geschichte ist. Aber eines ist gewiß: Es gibt unendlich viele Möglichkeiten – angenehme und weniger angenehme –, es kann alles passieren, und man hat immer eine Wahl. Die immergleiche Geschichte der Variationsmeisterin Joke van Leeuwen handelt vom Verlorengehen und Gefundenwerden, vom Sichkümmern und Einanderversorgen, vom Glück, gebraucht zu werden, und von dem schwierigen, befreienden und kühlen Moment, in dem dieses Glück endet. Außerdem geht es immer um die große Freiheit der Entscheidung. Joke van Leeuwens Figuren sind in dieser Hinsicht sehr gelassen und genehmigen sich stets ein ausführliches, geradezu genießerisches Hin und Her.“

Auf die literarische Vielfalt von van Leeuwens schriftstellerischem und illustrativem Werk weist Wieland Freund hin:

„Talent ist unberechenbar: Unmöglich zu sagen, was Joke van Leeuwen als Nächstes macht. In den letzten Jahren hat die x-fach prämierte Niederländerin ein Pappbilderbuch veröffentlicht, auf dessen Seiten man nur so von Überraschung zu Überraschung stolpert, hat wie nebenbei eine kleine Schule des Sehens verfasst und mit Rissi – Das Kind, das alles wusste den einzig legitimen Nachfolgerroman von Roald Dahls wunderbarer Matilda geschrieben – eine herrlich absurde Geschichte über die Begabung im Zeitalter der Quiz-Show, von der beim besten Willen kein Weg zu van Leeuwens neuem Buch zu führen scheint. Denn Als mein Vater ein Busch wurde und ich meinen Namen verlor erzählt von Krieg, Verlust und Flucht.“

Martina Wehlte vom Deutschlandfunk führte 2012 aus:

„Für die renommierte niederländische Schriftstellerin und Grafikerin ist ein erfindungsreicher, spielerischer Umgang mit der Sprache, und eine kongeniale Verbindung von Text und Zeichnung, in ihren dreieinhalb Schaffensjahrzehnten charakteristisch geworden. Ebenso wie Humor und ein Erproben immer neuer Sichtweisen, die den Blick auf scheinbar Eindeutiges schärfen und versteckte Sinnebenen oder manipulative Absichten erkennen lassen.“

Die Jury des James-Krüss-Preises für Internationale Kinder- und Jugendliteratur schreibt in ihrer Preisbegründung:

„Jedes ihrer Bücher ist ein kleines Gesamtkunstwerk. Die Autorin und Illustratorin beherrscht grandios sprachliche und visuelle Mittel. Mit großer Leichtigkeit wechselt sie zwischen der Text- und Bildebene, indem sie mit der Bildhaftigkeit von Sprache und der Zeichenhaftigkeit von Bildern spielt. Wie bei James Krüss zeichnet sich ihr Werk durch ein hohes Sprach- und Formengefühl, durch eine metaliterarische Qualität der Texte, in denen sie den Möglichkeitsraum von Literatur fantasievoll durchwandert, und durch eine große Sympathie für ihre kindlichen Protagonisten aus. Charakteristisch für Joke van Leeuwens Bücher ist ein frischer, respektloser und unbekümmerter Ton, mit dem sie Kindheit als eigenen Kosmos beschreibt, ohne diesen zu idealisieren oder zu verklären. Ihre Bücher besitzen eine gesellschaftskritische Tiefe und sprechen von einer leidenschaftlichen Parteinahme der Autorin für die Rechte des Kindes. Auch darin zeigt sich die literarische Verwandtschaft Joke van Leeuwens mit dem Namensgeber des Preises James Krüss.“

Sybil Gräfin Schönfeldt führte aus:

„Eine Frau, hinter deren vogelleichten Wörtern sich die Stärke einer Unerschütterlichen verbirgt. […] Das ist Joke van Leeuwens Thema: das Kind inmitten der Welt. Das Kind, das diese Welt begreifen muss. Das Kind, das damit auch fertig werden muss, in dieser Welt wie in der Fremde zu leben. […] Joke van Leeuwen kann keine Geborgenheit versprechen. Ihre Romankinder müssen eine Stärke entwickeln, die sie trägt, und sie überrascht ihre Leser immer wieder wie ein Zauberer mit neuen Exempeln, neuen Bildern, neuen Figuren.“

## Presseschau

### „Deesje macht das schon“ (1987)
„Dieses Kinderbuch ist wie eine Collage angelegt. Mosaiksteinen vergleichbar, wechseln sich Prosatexte, Verse und schwarz-weiße Zeichnungen auf unterhaltsame Weise ab. Dabei übernehmen die Zeichnungen eine originär narrative Funktion. Die Fülle der in den Zeichnungen verankerten Perspektiven – in Aufsicht, Einsicht, Seitenansicht, Übersicht – macht vergnügtes Schauen möglich. Obwohl die völlig verwickelte Geschichte sich häufig bis ins Surrealistische steigert, hat sie doch einen roten Faden. Einen roten Faden, der Sinn und Spaß macht.“

„Das ist ein schmales von 130 Seiten, aber in Wirklichkeit ein ganzer Kosmos. […] Man kann die Geschichte als ein Einmaleins der Kindererziehung betrachten. Man kann sich bestärkt fühlen, in das Lob der Langsamkeit und der Stille einzustimmen. Man kann die Leichtigkeit bewundern, mit der die Autorin mit Angst und Schrecken, mit Sehnsucht und Liebe spielt. Und wenn sie findet, dass ein Bild die Wörter ersetzen muss, dann zeichnet sie, und das so erstklassig, wie man es nicht mehr so oft in der Kinderliteratur zu sehen bekommt.“

### „Viegelchen will fliegen“ (1999)
„Eine vielschichtige, hintergründige Kindergeschichte über das Erwachsenwerden, über den Zwiespalt zwischen Liebe und Fürsorge einerseits und das Gewähren von Freiräumen zur Entwicklung andererseits. Ein Kinderroman über Lieben und Loslassen können – gleichermaßen phantasievoll in der Sprache und der bildnerischen Umsetzung. Die witzig-verspielten Zeichnungen illustrieren über den Text hinaus. Ein phantastisches Kinderbuch, komisch, poetisch, leicht und philosophisch zugleich.“

### „Weißnich“ (2005)
„Weißnich ist ein – von Hanni Ehlers witzig übersetztes – Sprachprobierbuch, das zum Nachmachen anregt. Vor allem bieten Joke van Leeuwens Geschichten jedoch einen auch im rasant durchkomponierten Layout vergnüglich-sinnlichen und unangestrengten Literaturkurs mit gekonnter Rhythmisierung, ein Füllhorn voller Ideen, die auf phantasievolle Weise zeigen: So also funktionieren Geschichten.“

„Joke van Leeuwen […] blättert einen Strauß von Ideen auf, der für dreißig Bücher reicht. Mit Hilfe der Zauberformel »Es war einmal« geraten Weißnich und der Junge in stürmische und windstille Geschichten, in Science-Fiction-Storys und Fabeln, Geschichten mit Lücken und welche, die platzen. Doch die Wundertüte sammelt nicht nur denkbare Anfänge, sie enthält auch ein Kaleidoskop von Mal- und Bildstilen, das vom Comic bis zum Fotoalbum reicht. […] Es ist unübersehbar, dass die 1952 geborene Joke van Leeuwen Grafik und Geschichte(n) studierte, dass ihre Vorhang-auf-Vorhang-zu-Technik aus ihrer langen Erfahrung fürs Theater und Kabarett kommt. Und so ist das Sprachprobierbuch auch eine spannende Bilderflut voller Rätsel und kreativer Anregungen.“

„Auf wunderbare Weise jongliert die niederländische Bilderbuchkünstlerin Joke van Leeuwen mit Zeichnungen, Fotos, Farben – und Buchstaben. […] Die Geschichten und Bilder haben einen doppelten Boden; sie sprechen von der Lust am Fabulieren und von der Sehnsucht nach Geborgenheit. Zauberhaft.“

### „Jahre ohne Amrar“ (2006)
„Joke van Leeuwen ist ein präzises Porträt gelungen, das über die Schilderung eines individuellen Familienschicksals hinausgeht.“

„Geschichte mag man aus Sachbüchern lernen, tiefer aber prägen sich Geschichten ein. Vor allem, wenn große Schriftstellerinnen sie erzählen wie die vielfach preisgekrönte Niederländerin Joke van Leeuwen. Für hat sie eine Coautorin, Malika Blain aus Marokko, zugezogen, zu deren Familie Joke van Leeuwen als Mitglied von amnesty international jahrelang Kontakt hatte und auf deren Erzählungen und Zeugnissen der Roman basiert – Geschichte als Grundlage für Geschichten.“

„Dieses Buch porträtiert einerseits die marokkanische Familie und zeigt auf liebevolle Art, wie die einzelnen Mitglieder mit der Situation umgehen, dabei aber vor allem zusammenhalten. Die Besonderheit liegt in der Schreibweise: Einfache Sätze, lustige Dialoge und ehrliche Gedankengänge sind ebenso schlicht wie ergreifend. Erschütternd und lustig zugleich reißt das Schicksal von Zima und ihrer Familie den Leser mit sich und informiert ganz nebenbei über eine schwierige und bewegte Zeit Marokkos.“

### „Rissi, das Kind, das alles wußte“ (2006)
„Herzerfrischend komisch und zugleich voller Tiefgang erzählt Joke van Leeuwen von der (un)heimlichen Sehnsucht, etwas Besonderes zu sein. Es geht dabei um große Themen. Um Wissen und Nichtwissen, ums Fehlermachendürfen, um den Blick auf die berühmten Leute und nicht zuletzt um den ehrlichen Blick auf sich selbst. […] Joke van Leeuwen gewährt uns einen Blick hinter die Kulissen des Bühnendaseins. Heimlichkeiten, nächtliche Ängste, der anstrengende Spagat zwischen Schein und Sein – und tief im Herzen der Wunsch, von den Eltern einfach so geliebt zu werden, wie man ist.“

### „Augenblick mal – Was wir sehen, wenn wir sehen, und warum“ (2012)
„In ihrer wunderbaren Sehschule unternimmt die Niederländerin einen spielerischen Streifzug durch die Geschichte unserer wohl wichtigsten Kulturtechnik. Von Leonardo da Vincis Abendmahl zu Aufnahmen von Putin, von der antiken Plastik zum grell-bunten Comic: Die Illustratorin spürt quer durch die Jahrhunderte der Frage nach, wie unsere Wahrnehmung konstruiert – und manipuliert wird. Wie kann man mit wenigen Strichen Gefühle darstellen? Wie verändern Licht und Schatten, Perspektive und Ausschnitt die Wirkung eines Bildes? Die 13 Kapitel verändern unseren Blick auf die Welt.“

### „Als mein Vater ein Busch wurde und ich meinen Namen verlor“ (2012)
„Aus allen Zeilen quillt bedrohlich Fremdliches. Lesestoff für Kinder? Aber ja! Der Niederländerin Joke van Leeuwen gelingt hier ein Meisterstück. In schlichter Sprache erzählt sie von Angst und Verlorensein – ohne zu strapazieren. Ihre einfallsreiche, kesse Hauptfigur bringt uns zum Weinen, wenn sie sich nach Normalität sehnt, und zum Lachen, wenn sie sich vorstellt, wie sich Feind und Feind, als Büsche getarnt, ratlos gegenübersitzen. Ihre Geschichte stünde ‚mit beiden Beinen in der Wirklichkeit‘, sagt Joke van Leeuwen – vielleicht, weil sie und ihre Familie wiederholt Flüchtlinge aufgenommen haben, weil es sie beschäftigt, was Heimatlosigkeit bedeutet.“

„Dass solche Szenen einerseits mit geradezu brutaler Direktheit beschrieben werden können und, andererseits, doch auszuhalten bleiben, verdankt sich einzig und allein Joke van Leeuwens kindlicher Erzählerin, der, einerseits, die rhetorischen Mittel fehlen, um um den heißen Brei herum zu reden, und die, andererseits, schon ihrem Wesen nach von buchstäblich entwaffnender Offenheit ist.“

„Die Niederländerin Joke van Leeuwen ist nicht nur eine der originellsten, sondern auch eine der mutigsten Kinderbuchautoren der Gegenwart. […] Joke van Leeuwen versteht die Kunst, die Spannung auf engstem Raum ins Unerträgliche wachsen zu lassen. Wenn Toda auch ungeschoren davonkommt, so bleibt es ihr doch nicht erspart, schuldig zu werden. Mit der trivialen Rubrik der Mutmacherbücher hat dieses Buch nichts zu schaffen. Hier haben wir es mit existenziellem Schreiben zu tun: Joke van Leeuwen packt die Angst ihrer Leser beim Schopf. Gerade weil diese oft Mut brauchen, um weiterzulesen, vermittelt das Buch Lebensmut.“

„Eine parabelhafte Geschichte über einen Krieg, der eine Familie zerrissen hat, über Flüchtlinge, Fluchtwege, Woanders und Anders sein, erzählt aus der Perspektive eines Mädchens. Es werden weder ein konkretes Land noch irgendwelche Ursachen benannt, es gibt keinerlei Parteilichkeit außer der persönlichen Bindung, die fremde Sprache ist eine künstliche – eine sehr ungewöhnliche Perspektive, die es erlaubt, sich auf das Wesentliche, nämlich die menschlichen Beziehungen, zu konzentrieren. Absurd und wahrhaftig zugleich – ein sehr gelungener Beitrag zu einem hochaktuellen Thema.“

„Joke van Leeuwen hat das Kunststück vollbracht, ein Buch zum Lachen und Weinen, zum Mitfiebern und Nachdenken zu schreiben. Ein kluges Buch über den Krieg, der weit weg ist und doch so nah. Ein Buch, das Kinder verstehen. Und sogar Erwachsene.“

„Allein für den Satz ‚Draußen tat die Sonne so, als ob es uns gutging‘ verdienten die niederländische Autorin Joke van Leeuwen und ihre Übersetzerin Hanni Ehlers einen Preis für die treffendste Beschreibung eines heiklen Zustands: der Gemütsverfassung der achtjährigen Toda in der Erzählung Als mein Vater ein Busch wurde und ich meinen Namen verlor. […] Gleichzeitig enthält die Geschichte – dank der naiven, grundehrlichen Erzählweise – eine zarte ironische Note, die zwar nicht der kleinen Toda bewusst ist, den etwas erfahreneren Lesern aber allemal. Ohne künstliche Dramatisierung werden Angst, Weltsicht und Hoffnungen eines Kindes offenbart, egal, wo es lebt.“

„Die Erfahrung, jemand von woanders zu sein, dem man mit Misstrauen, offener Feindseligkeit oder aufgesetzter Freundlichkeit begegnet, macht die kindliche Ich-Erzählerin aufgrund eines Krieges, der sie dazu zwingt, ihre Heimat zu verlassen. Die konsequent durchgehaltene kindliche Weltsicht und die schnörkellos nüchterne Sprache machen die Absurdität des Geschehens deutlich, das in einem fiktiven, gleichsam zeit- und ortlosen Raum angesiedelt wurde. Die Protagonistin nennt die Dinge bei ihren Namen und nimmt die Namen wörtlich. Indem sie Euphemismen, gefühliges Pathos und Bildsprache unterläuft, torpediert sie das uneigentliche Sprechen der Erwachsenen. In ihrer entlarvenden Naivität und schonungslosen Konkretheit scheinen die Illustrationen der Verfasserin eine ähnliche Strategie zu verfolgen. Auf diese Weise wird das Grauen auch komisiert, manche Schilderungen lösen ein Lachen aus, das im Halse stecken bleibt. Joke van Leeuwen ist hier eine gänzlich unplakative Parabel gegen den Krieg gelungen, die durch die spannungsreiche Verbindung von sinnlicher Konkretion und symbolhafter Verdichtung überzeugt. Ein vielschichtiger Text, der – besonders mit Blick auf die Komik und auf die Sprache – unterschiedliche Lesarten zulässt.“

„Joke van Leeuwen ist eine ungewöhnliche Schriftstellerin und auch ihr neuer Kinderroman Als mein Vater ein Busch wurde und ich meinen Namen verlor bietet trotz der farbigen Covergestaltung keine ‚leichte Kost‘. […] Krieg, Verlust der Heimat und der Muttersprache sind komplexe Themen, die nicht ungewöhnlich in der Kinderliteratur sind. Doch Joke van Leeuwen nähert sich dem Themenfeld auf eine Art und Weise, die zumindest auf den ersten Blick irritiert. Der Leser bzw. die Leserin kann nicht erahnen, um welchen Krieg es sich handelt und auch nicht, an welchem Ort die Handlung schließlich stattfindet. Weder die Illustrationen noch die Sprache in der Exilheimat liefern Hinweise. Gerade das aber macht den Roman aus, bietet er so doch die Möglichkeit, allgemein über Krieg und über den Verlust von Heimat und Sprache nachzudenken. […] Als mein Vater ein Busch wurde und ich meinen Namen verlor ist ein schwieriges, irritierendes und zugleich poetisches Kinderbuch, das das Potential von Kinderliteratur unterstreicht.“

## Publikationen
- De Appelmoesstraat is anders. Illustration von Joke van Leeuwen. Omniboek, Den Haag 1978, ISBN 90-6207-187-2.
- Een huis met zeven kamers. Illustration von Joke van Leeuwen. Omniboek, Den Haag 1979, ISBN 90-6207-197-X.
  - deutsch: Ein Haus mit sieben Zimmern. Übersetzung von Marie-Thérèse Schins-Machleidt. Verlag Sauerländer, Aarau 1983, ISBN 3-7941-2387-5.
- De metro van Magnus. Illustration von Joke van Leeuwen. Omniboek, Den Haag 1981, ISBN 90-6207-198-8.
  - deutsch: Magnus fährt U-Bahn. Übersetzung von Marie-Thérèse Schins-Machleidt. Verlag Sauerländer, Aarau 1985, ISBN 3-7941-2721-8.
- Driedubbel. Fanoy Boeken, Middelburg 1982, ISBN 90-70174-16-2. (zusammen mit Margriet Heymans und Wim Hofman)
- Sus en Jum 1. Kok Educatief, Kampen 1983, ISBN 90-242-1397-5.
- Sus en Jum 2. Kok Educatief, Kampen 1983, ISBN 90-242-1399-1.
- Sus en Jum 3. Kok Educatief, Kampen 1983, ISBN 90-242-1398-3.
- Hoor je wat ik doe. Illustration von Tjong Khing The. Omniboek, Den Haag 1990, ISBN 90-6207-475-8.
  - deutsch: Ist es nicht laut, dann ist es … Übersetzung von Helmut Mennicken, Marie-Thérèse Schins-Machleidt. Herold-Verlag, Stuttgart 1984, ISBN 3-7767-0482-9.
- Deesje. Querido, Amsterdam 1985, ISBN 90-214-7315-1.
  - deutsch: Deesje macht das schon. Übersetzung von Mirjam Pressler. Beltz & Gelberg, Weinheim 1988, ISBN 3-407-80184-X.
- Fien wil een flus. Zwijsen, Tilburg 1985, ISBN 90-276-0819-9.
- Mus en de bus. Zwijsen, Tilburg 1986, ISBN 90-276-1014-2.
- Papa en de nies. Zwijsen, Tilburg 1986, ISBN 90-276-1017-7.
- De vis en het boek. Zwijsen, Tilburg 1986, ISBN 90-276-1012-6.
- Het verhaal van Bobbel die in een bakfiets woonde en rijk wilde worden. Querido, Amsterdam 1987, ISBN 90-214-7316-X.
  - deutsch: Die Geschichte von Bobbel, die in einem Wohnrad lebte und reich werden wollte. Übersetzung von Mirjam Pressler. Beltz & Gelberg, Weinheim 1989, ISBN 3-407-80029-0.
- Duizend dingen achter deuren. Stichting Collectieve, Amsterdam 1988, ISBN 90-70066-72-6.
- We zijn allang begonnen, maar nu begint het echt. Querido, Amsterdam 1988, ISBN 90-214-3173-4.
- De tjilpmachine. Querido, Amsterdam 1990, ISBN 90-214-7317-8.
- Wijd weg. Querido, Amsterdam 1991, ISBN 90-214-7314-3.
- Dit boek heet anders. Querido, Amsterdam 1992, ISBN 90-214-7319-4.
- Niet Wiet, wel Nel. Zwijsen, Tilburg 1992, ISBN 90-276-2776-2.
- Openbaar vervoer. De Oude Degel, Eemnes 1992, OCLC 66127575
- Het weer en de tijd. Querido, Amsterdam 1993, ISBN 90-74336-05-1.
- Wat zijn dat? Woorden, schat. Van Dale Lexicografie, Utrecht 1993.
- Laatste lezers. Querido, Amsterdam 1994, ISBN 90-214-7323-2.
- De wereld is krom maar mijn tanden staan recht. Querido, Amsterdam 1995, ISBN 90-214-7325-9.
- Ik ben ik. Zwijsen, Tilburg 1995, ISBN 90-276-3374-6.
- Een poosje groot. Zwijsen, Tilburg 1996, ISBN 90-276-7848-0.
- Iep! Illustration von Joke van Leeuwen. Querido, Amsterdam 1996, ISBN 90-451-1042-3.
  - deutsch: Viegelchen will fliegen. Übersetzung von Hanni Ehlers. Hanser Verlag, München 1999, ISBN 3-423-62056-0.
- Twee beleefde dieven. Querido, Amsterdam 1996, ISBN 90-214-7327-5.
- Bezoekjaren. Querido, Amsterdam 1998, ISBN 90-451-1191-8.
  - Jahre ohne Amrar. Übersetzung von Andrea Kluitmann. Verlag Sauerländer, Düsseldorf 2006, ISBN 3-596-80746-8. (geschrieben zusammen mit Malika Blain)
- Kukel. Illustration von Joke van Leeuwen. Querido, Amsterdam 1998, ISBN 90-214-7332-1.
  - deutsch: Prinz Bussel. Übersetzung von Hanni Ehlers. Hanser Verlag, München 2002, ISBN 3-446-20116-5.
- Een sok met streepjes. Zwijsen, Tilburg 1999, ISBN 90-276-4675-9.
- Kind in Brussel. Herik, Landgraaf 1999, ISBN 90-73036-73-9.
- Poëzie is kinderspel. Dutch University Press, Oisterwijk 2000, ISBN 90-361-9061-4.
- Sontjeland. Zwijsen, Tilburg 2000, ISBN 90-276-8622-X.
- Naar toe toe. Zwijsen, Tilburg 2000, ISBN 90-276-4372-5.
- Ozo heppie en andere versjes. Querido, Amsterdam 2001, ISBN 90-214-7335-6.
- Vier manieren om op iemand te wachten. Querido, Amsterdam 2001, ISBN 90-214-7334-8.
- Wat wil je dan? Zwijsen, Tilburg 2001, ISBN 90-276-8716-1.
- Vrije Vormen. Querido, Amsterdam 2002, ISBN 90-214-7290-2.
- Tussentijd. Perfect Service, Schoonhoven 2002, ISBN 90-76773-06-8.
- Kweenie. Querido, Amsterdam 2003, ISBN 90-451-0023-1.
  - deutsch: Weißnich. Übersetzung von Hanni Ehlers. Gerstenberg Verlag, Hildesheim 2005, ISBN 3-8067-5079-3.
- Leestekenen. Querido, Amsterdam 2003, OCLC 66790720.
- Oord. VLAM, Maastricht 2003, ISBN 90-806671-2-9.
- Slopie. Querido, Amsterdam 2004, ISBN 90-451-0090-8.
  - deutsch: Rissi – Das Kind, das alles wusste. Übersetzung von Hanni Ehlers. Gerstenberg Verlag, Hildesheim 2006, ISBN 3-8067-5102-1.
- Waarom een buitenboordmotor eenzaam is. Stichting, Rekkern 2004, ISBN 90-75862-70-9.
- Ga je mee naar Toejeweetwel. Querido, Amsterdam 2005, ISBN 90-451-0212-9.
- Heb je mijn zusje gezien? Querido, Amsterdam 2006, ISBN 90-451-0340-0.
  - deutsch: Hast du meine Schwester gesehn? Übersetzung von Birgit Göckritz. Gerstenberg Verlag, Hildesheim 2008, ISBN 978-3-8369-5180-7.
- Wuif de mussen uit. Querido, Amsterdam 2006, ISBN 90-214-7302-X.
- Fladderen voor de vloed. Muntinga Pockets, Amsterdam 2007, ISBN 978-90-417-4048-9.
- Een halve hond heel denken – een boek over kijken. Querido, Amsterdam 2008, ISBN 978-90-451-0609-0.
  - deutsch: Augenblick mal – Was wir sehen, wenn wir sehen, und warum. Übersetzung von Hanni Ehlers. Gerstenberg Verlag, Hildesheim 2012, ISBN 978-3-8369-5347-4.
- Alles nieuw. Querido, Amsterdam 2008, ISBN 978-90-214-3495-7.
- Stationsroman. zusammen mit Herman Brusselmans, Tom Naegels, Anne Provoost und Oscar van den Boogaard. 2009.
- Hoe is ’t – gedichten in ’t Stad. Querido, Amsterdam 2010, ISBN 978-90-214-3801-6.
- Interieur. MatchBoox, Bergschenhoek 2010, ISBN 978-94-90356-35-4.
- Toen mijn vader een struik werd. Querido, Amsterdam 2010, ISBN 978-90-451-1084-4.
  - deutsch: Als mein Vater ein Busch wurde und ich meinen Namen verlor. Übersetzung von Hanni Ehlers. Gerstenberg Verlag, Hildesheim 2012, ISBN 978-3-8369-5467-9.
- Waarom lig jij in mijn bedje? Querido, Amsterdam 2011, ISBN 978-90-451-1230-5.
- Half in de zee. Querido, Amsterdam 2012, ISBN 978-90-214-4220-4.
- Feest van het begin. Querido, Amsterdam 2012, ISBN 978-90-214-4201-3.
- Ozo heppiejer. Querido, Amsterdam 2012, ISBN 978-90-451-1368-5.
- Kweenie. E-Book, 2012. zusammen mit Bob Takes
- Toen ik. Querido, Amsterdam 2018, ISBN 978-90-451-2102-4.
  - deutsch: Als ich mal. Übersetzung von Hanni Ehlers. Gerstenberg Verlag, Hildesheim 2021, ISBN 978-3-8369-6060-1.

## Nominierungen / Auszeichnungen
| Jahr | Auszeichnung                                                                   | ausgezeichnetes Buch                                       | Kommentar                                                                                       |
| ---- | ------------------------------------------------------------------------------ | ---------------------------------------------------------- | ----------------------------------------------------------------------------------------------- |
| 1980 | Zilveren Griffel                                                               | Ein Haus mit sieben Zimmern                                |                                                                                                 |
| 1982 | Zilveren Griffel                                                               | Magnus fährt U-Bahn                                        |                                                                                                 |
| 1986 | Nominierung für den Deutschen Jugendliteraturpreis in der Kategorie Kinderbuch | Magnus fährt U-Bahn                                        |                                                                                                 |
| 1986 | Gouden Griffel                                                                 | Deesje macht das schon                                     |                                                                                                 |
| 1986 | Zilveren Penseel                                                               | Deesje macht das schon                                     |                                                                                                 |
| 1987 | Luchs des Monats im November                                                   | Deesje macht das schon                                     |                                                                                                 |
| 1988 | Deutscher Jugendliteraturpreis in der Kategorie Kinderbuch                     | Deesje macht das schon                                     |                                                                                                 |
| 1989 | Zilveren Griffel                                                               | We zijn allang begonnen, maar nu begint het echt           |                                                                                                 |
| 1993 | Zilveren Griffel                                                               | Niet wiet, wel nel                                         |                                                                                                 |
| 1996 | Zilveren Griffel                                                               | Ik ben ik                                                  |                                                                                                 |
| 1997 | Woutertje Pieterse Prijs                                                       | Viegelchen will fliegen                                    |                                                                                                 |
| 1997 | Goldene Eule                                                                   | Viegelchen will fliegen                                    |                                                                                                 |
| 1997 | Zilveren Griffel                                                               | Viegelchen will fliegen                                    |                                                                                                 |
| 1999 | Woutertje Pieterse Prijs                                                       | Jahre ohne Amrar                                           |                                                                                                 |
| 1999 | Zilveren Griffel                                                               | Prinz Bussel                                               |                                                                                                 |
| 2000 | Nominierung für den Deutschen Jugendliteraturpreis in der Kategorie Kinderbuch | Viegelchen will fliegen                                    |                                                                                                 |
| 2000 | Theo Thijssenprijs                                                             | Gesamtwerk                                                 | Dotierung: 60.000 €                                                                             |
| 2002 | Nominierung für den Hans Christian Andersen Award                              | Gesamtwerk                                                 |                                                                                                 |
| 2005 | Luchs des Monats im Februar                                                    | Weißnich                                                   |                                                                                                 |
| 2005 | Buch des Monats des Instituts für Jugendliteratur im Mai                       | Weißnich                                                   |                                                                                                 |
| 2005 | Zilveren Griffel                                                               | Waarom een buitenboordmotor eenzaam is                     |                                                                                                 |
| 2006 | Nominierung für den Deutschen Jugendliteraturpreis in der Kategorie Kinderbuch | Weißnich                                                   |                                                                                                 |
| 2006 | Die besten 7 Bücher für junge Leser im Mai                                     | Rissi – Das Kind, das alles wusste                         |                                                                                                 |
| 2007 | Empfehlung der Jury des Katholischen Kinder- und Jugendbuchpreises             | Jahre ohne Amrar                                           | zusammen mit 14 anderen Büchern empfohlen, einen Preisträger gab es in diesem Jahr nicht        |
| 2007 | Bücherwelpe beim Bücherlöwen                                                   | Hast du meine Schwester gesehn?                            |                                                                                                 |
| 2007 | Zilveren Griffel                                                               | Hast du meine Schwester gesehn?                            |                                                                                                 |
| 2009 | Empfehlungsliste der Luchs-Jury im Juni                                        | Hast du meine Schwester gesehn?                            |                                                                                                 |
| 2009 | Nebenpreis beim AKO Literatuurprijs                                            | Alles nieuw                                                |                                                                                                 |
| 2009 | Zilveren Griffel                                                               | Augenblick mal – Was wir sehen, wenn wir sehen, und warum  |                                                                                                 |
| 2012 | Constantijn Huygensprijs                                                       | Lebenswerk                                                 |                                                                                                 |
| 2013 | Nominierung für den Deutschen Jugendliteraturpreis                             | Als mein Vater ein Busch wurde und ich meinen Namen verlor |                                                                                                 |
| 2013 | James-Krüss-Preis für Internationale Kinder- und Jugendliteratur               | Lebenswerk                                                 | Jury: Roswitha Budeus-Budde, Robert Elstner, Emer O’Sullivan, Michael Schmitt, Christiane Raabe |
| 2013 | AKO Literatuurprijs                                                            | Feest van het begin                                        | Dotierung: 50.000 €                                                                             |
| 2018 | Zilveren Griffel                                                               | Toen ik                                                    |                                                                                                 |

Weitere Auszeichnungen:
- 1980: Gouden Penseel, für Een huis met zeven kamers
- 1995: C. Buddingh'-prijs, Laatste lezers
- 1999: Libris Woutertje Pieterseprijs, für Bezoekjaren
- 1999: Jany Smelik Ibby-prijs für Bezoekjaren
- 2004: Die besten 7 Bücher für junge Leser, für Kweenie
- 2005.. Plantin-Moretusprijs, für Waarom een buitenboordmotor eenzaam is
- 2007: Herman de Coninckprijs, für Andermans Hond
- 2007: Gouden Penseel, für Heb je mijn zusje gezien
- 2010: Gouden Ganzenveer, für das Gesamtwerk

## Theateraufführungen
- 2012: Weißnich am Theater Pfütze in Nürnberg, Premiere: 11. Dezember[30]
- 2013: Deesje macht das schon am Schauspielhaus Hamburg, Premiere: 3. Februar[31]
- 2013: Prinz Bussel an der Semperoper in Dresden als Oper, Premiere: 27. April, Musik: Johannes Wulff-Woesten, Regie: Valentina Simeonova, Titelrolle gesungen von Gala El Hadidi[32]

## Festivalteilnahmen
- 2002: Kinder- und Jugendprogramm des 2. internationalen literaturfestivals berlin im September
- 2002: Aachener Kinder- und Jugendbuchwochen
- 2009: 3. Münchner Bücherschau Junior im März
- 2009: Aachener Kinder- und Jugendbuchwochen
- 2013: Lit.Cologne im März
- 2013: Kinder- und Jugendprogramm des 13. internationalen literaturfestivals berlin im September